# Battaglia di Stoczek
La battaglia di Stoczek fu la prima battaglia importante della rivolta di novembre in Polonia. Ebbe luogo il 14 febbraio 1831 presso la città di Stoczek Łukowski, sulla strada da Brėst a Varsavia.
L'esercito russo comandato dal feldmaresciallo Ivan Ivanovič Dibič-Zabalkanskij entrò in Polonia il 4 febbraio e iniziò una rapida avanzata verso Varsavia. Dibič pensò di attaccare i polacchi da nord e inviò i Corpi di Teodor Geismar verso la strada per Brest, anche se sia Geismar che Dibič furono informati della presenza polacca nella regione, essi sottostimarono il nemico e decisero di ignorare le unità polacche operative nell'area. Il generale Józef Dwernicki, comandante delle forze polacche nella regione, decise di riorganizzare le sue unità in una debole divisione di cavalleria. Riuscì a mettere insieme quattordici squadroni di cavalleria, tre battaglioni di fanteria e sei di truppe armate (circa 1000 uomini alle armi complessivamente) e il 10 febbraio attraversò la Vistola.
Le principali forze del feldmaresciallo Dibič stavano marciando verso Varsavia da Lublino, mentre i corpi del generale Geismar marciavano lungo la strada per Brest. Le due unità persero i contatti e lasciarono spazio libero tra di esse, e questa discontinuità fu utilizzata da Dwernicki per insinuare le sue forze nelle retroguardie dell'avanzata russa. Inoltre, le parti settentrionali dell'esercito russo marciavano in due colonne, senza copertura né contatti con l'altra colonna.
La mattina del 14 febbraio la prima delle due colonne subì un'imboscata dalla cavalleria polacca, numericamente inferiore. Prima di potersi raggruppare, i russi furono bombardati con il fuoco dell'artiglieria polacca e le formazioni crollarono quasi subito. La colonna russa fu presa in mezzo dalle forze di Geismar che agivano nelle retroguardie e dalla cavalleria polacca alla carica. Quando le unità di Geismar entrarono nel combattimento, dovettero formare le linee sotto il fuoco polacco e con le loro forze già in ritirata. Dopo un breve scontro, Geismar ordinò a tutte le sue truppe di ritirarsi.
La battaglia di Stoczek fu la prima vittoria polacca nella guerra ed ebbe un tremendo effetto sul morale polacco. Inoltre, anche se Dwernicki non riuscì a distruggere completamente le unità nemiche, esse non si unirono al resto delle truppe russe e la parte delle truppe polacche che si preparavano per la battaglia di Olszynka Grochowska fu meno esposta a pericoli.
A questa battaglia si riferisce lo scritto di Adam Mickiewicz Moja pierwsza bitwa (La mia prima battaglia). Il poeta infatti fu tra i volontari polacchi che si batterono a Stoczek.